# Huis Hulsberg
De leden van het Huis Hulsberg uit Limburg waren bezitters van het Kasteel Schaloen. Vanaf 1655 kwamen ze in het bezit van Kortenaken. Het huis stierf in mannelijk lijn uit.

## Familiewapen
De familie voerde een wapen van drie koeken in keel, diagonaal geordend op een veld van zilver. In 1696 en 1698 verschijnt het familiewapen op de zegels van Kortenaken. Na de gemeentelijke fusie van 1988 staat het wapen in het eerste kwartier van het wapen van Kortenaken. Het wapen lijkt afgeleid van het wapen van de families Van Gronsveld en Van Haasdal, waarbij de koeken met 2 boven en 1 onder zijn geordend. Dit oudere wapen is via de familie Printhagen en Huyn van Amstenrade in het wapen van de gemeente Beekdaelen beland. In het wapen van Hulsberg (gemeente Beekdaelen) worden de drie bollen met 1 boven en 2 onder weergegeven.

Het wapen van Kortenaken
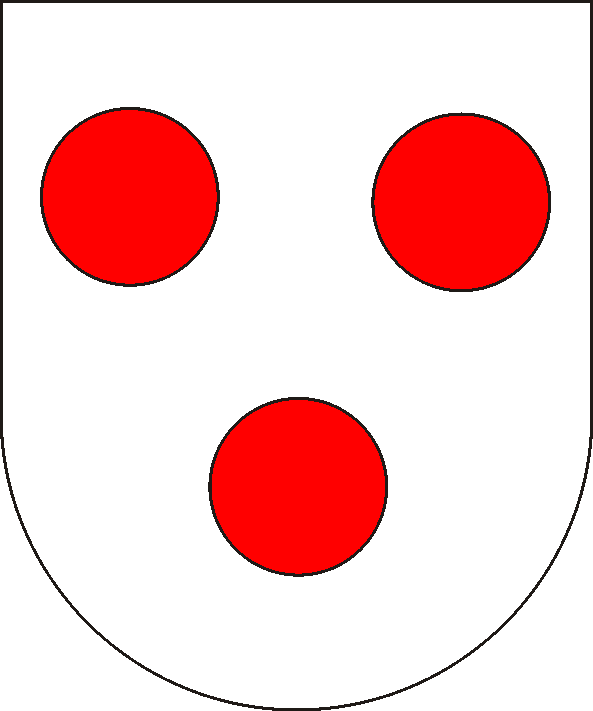
Het wapen van Johan van Gronsveld
Het wapen van Beekdaelen
Het wapen van Hulsberg

## Stamvader

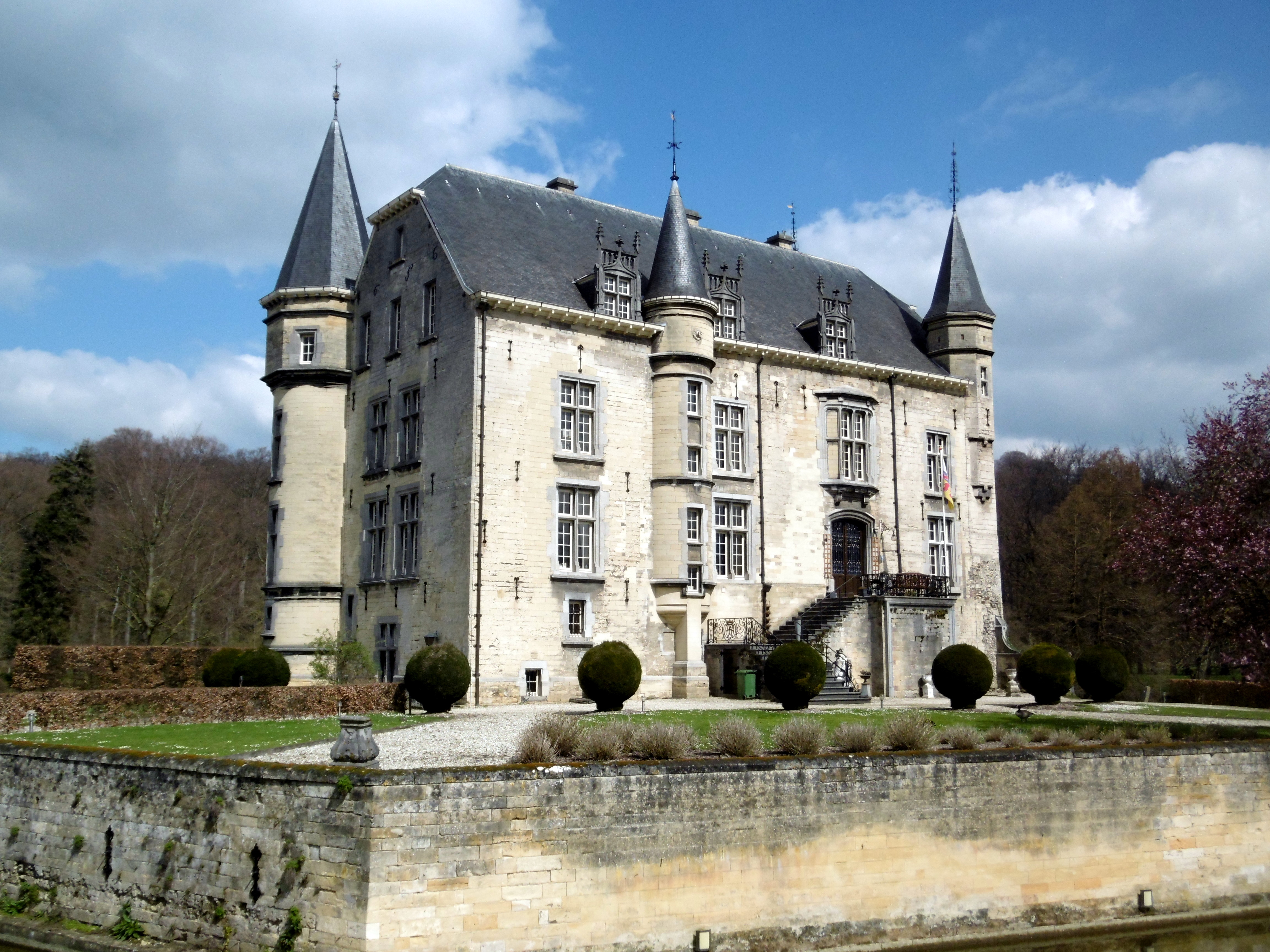
Kasteel Schaloen

Naar algemeen wordt aangenomen stamt het Huis Hulsberg af van:
Frank van Struver heer van Bunde en goed Struversgracht en de helft van Aldenvalkenborg (ca. 1298-1379). Hij was een zoon van Johan van Gronsveld heer van Gronsveld van 1282 tot 1326 (ca. 1256-1326) en Margaretha van Merode (ca. 1265-). Van Struver trouwde met een dochter van Johan van Hanneffe heer van Haneffe en Aleida van Ochain en Condroz. Uit dit huwelijk is de stamvader van het geslacht geboren:
Arnold I van Hulsberg heer van 't goed Struversgracht en voogd voor het Land van Valkenburg in 1330 (ca. 1318-1374). Tijdens de Slag bij Baesweiler op 21 augustus 1371 werd Arnold gevangengenomen en is in 1374 in gevangenschap overleden. Hij werd de vader van:
- Catharina I van Hulsberg (ca. 1338 - na 1396) (I.1.)
- Arnold II van Hulsberg van Schaloen (ca. 1344 - voor 1414) (I.2.)
- Johan I van Hulsberg (ca. 1348-1415) (I.3.)

### Eerste generatie
I.1. Catharina I van Hulsberg (ca. 1338 - na 1396). Zij trouwde met Sibert ridder van Kessel (ca. 1325 - voor 1396). Hij was een zoon van Johan van Kessel die getrouwd was met een dochter van Seger van Broeckhuysen-Swalmen heer van Swalmen. Uit hun huwelijk zijn geen kinderen bekend.
- Wapen
Sibert van Kessel

Wapen Sibert van Kessel

I.2. Arnold II van Hulsberg van Schaloen (ca. 1344 - voor 1414). Hij trouwde (1) ca. 1370 met Greta I van den Eyschen (Eys) (ca. 1352 - ca. 1376 ). Haar zuster Jutta van den Eyschen / Eys (ca. 1350 - ca. 1376) trouwde met Johan II van Hoensbroeck. Zij was de dochter van Dirk Mulrepas van Eysch heer van Eys (ca. 1325-). Arnold II woonde met zijn gezin op het kasteel Schaloen te Valkenberg. Hij krijgt een schadevergoeding voor de periode die hij in gevangenschap heeft gezeten na de Slag bij Baesweiler. Uit het huwelijk van Arnold en Greta zijn geboren:
- Johan II van Hulsberg heer van Schaloen en schout (ca. 1371-) (II.1.)
- Frank van Hulsberg (ca. 1372-) (II.2.)
- Frederik van Hulsberg (ca. 1374-) (II.3.)

Hij trouwde (2) ca. 1377 met Catharine van de Broich (ca. 1345-) en had met haar 1 zoon:
- Reinier I van Hulsberg-van Schaloen (1378-) (II.4.)

I.3. Johan I van Hulsberg (ca. 1348-1415), ridder in 1384 en schout van de schepenbank van Klimmen. Jan bewoonde het hof Struversgracht. 
Hij ontving in 1378 van Wenceslaus hertog van Brabant, voor getrouwe diensten, de laathof In Genop bij Meerssen. Dit laathof, ook Schaluinshof genoemd, werd het stamgoed van de van Hulsbergs.
Hij is rond 1381 samen met Geraerdt Mulaerdt in het bezit van Kasteel Schaloen en was de 1e heer van Schaloen. Hij trouwde (1) met Marie van Retersbeck (1350-). Zij was een dochter van Walram van Retersbeck ridder en heer van Retersbeek (1310-) die getrouwd was met een dochter van Hendrik van Schaesberg heer van Schaesberg en ridder (1273-1281)
Hij trouwde (2) met Margaretha van Kinzweiler (ca. 1369-)
Uit zijn eerste huwelijk is 1 kind geboren:
- Reinier II van Hulsberg-van Schaloen (ca. 1395-1457) (II.5.)

### Tweede generatie
II.1. Johan II van Hulsberg heer van Schaloen en schout (ca. 1371-) trouwde in 1388 met Agnes van Berghe-Trips (ca. 1377-). Zij was de dochter van Daem (Adam) van Berghe-Trips ridder en heer van Trips 1395-1420 en burggraaf en Drost van Millen en Gangelt 1377-1420 (ca. 1355 - ca. 1420) en Angela van Pallandt vrouwe van Trips (ca. 1358-)
- Arnold III van Hulsberg (1400-) (III.1.)
- Geertruida (Gertrud) van Hulsberg (ca. 1402-) moniale in het Norbertinessenklooster van Sint Gerlach te Houthem (III.2.)
- Aleida van Hulsberg (ca. 1405-) (III.3.)
- Catharina II van Hulsberg (ca. 1407-) moniale in het Norbertinessenklooster van Sint Gerlach te Houthem (III.4.)
- Greta van Hulsberg (ca. 1409-) (III.5.)

II.2. Frank van Hulsberg (ca. 1372-) van wie niets naders bekend is dan dat hij 1 dochter heeft.
- Elise van Hulsberg (ca. 1392-) (III.6.)

II.3. Frederik van Hulsberg (ca. 1374-) van wie niets naders bekend is
II.4. Reinier I van Hulsberg-van Schaloen (1378-) van wie niets naders bekend is.
II.5. Reinier II van Hulsberg-van Schaloen (ca. 1395-1457) 2e heer van Schaloen. Hij is in 1397 eigenaar van het gehele Kasteel Schaloen. Hij trouwde met Maria van Bottard-van Ruchan. 
- Maria I van Hulsberg (ca. 1420-) (III.7.)
- Agnes van Hulsberg (ca. 1425-1471) (III.8.)
- Librecht I van Hulsberg-van Schaloen (ca. 1428-) (III.9.)
- Reinier III van Hulsberg-van Schaloen (ca. 1430-) (III.10.)
- Johan III (Drossart) van Hulsberg (ca. 1432-) (III.11.)

### Derde generatie
III.1. Arnold III van Hulsberg (1400-) trouwde 1423 met  Greta II van den Eyschen (1410-). Zij was een dochter van Reinier I van den Eyschen (ca. 1394-). Uit hun huwelijk zijn geen kinderen bekend.
III.2. Geertruida (Gertrud) van Hulsberg (ca. 1402-) moniale in het Norbertinessenklooster van Sint Gerlach te Houthem
III.3. Aleida van Hulsberg (ca. 1405-) slotzuster in het Norbertinessenklooster van Sint Gerlach te Houthem
III.4. Catharina II van Hulsberg (ca. 1407-) moniale in het Norbertinessenklooster van Sint Gerlach te Houthem
III.5. Greta van Hulsberg (ca. 1409-) trouwde met Anton van Heijse (ca. 1407-) Uit hun huwelijk zijn geen kinderen bekend.
III.6. Elise van Hulsberg (ca. 1392-) trouwde met Johan van Zievel burgman te Manderscheidt en heer van het gerecht te Renarstein (ca. 1392-)
- Gotgen van Zievel (ca. 1411-)
- Jan (Johan) van Zievel burgman te Manderscheidt, heer van Genhoes Oud Valkenburg 1444 (ca. 1418-)
- Eva van Zievel (ca. 1419-)

III.7. Maria I van Hulsberg, trouwde met (ca. 1420) trouwde met Johan V Hoen de Cartils baron van Cartils  (1415-1479) 
- Agnes II Hoen de Cartils  (ca. 1445-)
- Librecht Hoen de Cartils commandeur Der Duitsche Orde te Maastricht  (ca. 1447-)
- Johan VI Hoen de Cartils (ca. 1450-) trouwde met Isabella van Segraedt (1455-1507)
- Willem I Hoen de Cartils baron van Cartils  (ca. 1454-)

III.8. Agnes van Hulsberg (ca. 1425-1471) moniale in het Norbertinessenklooster van Sint Gerlach te Houthem
III.9. Librecht I van Hulsberg-van Schaloen (ca. 1428-)
III.10. Reinier III van Hulsberg-van Schaloen, genoemd Schaloen (ca. 1430-) schout. Hij bezit in 1442 en 1457 Kasteel Schaloen. Hij trouwde op 4 december 1418 te Goed met Maria van Bottart van Ruchan (ca. 1397-). Zij was een dochter van Librecht van Bottart van Ruchan-Tongeren en Ida van Reys.
- Gerard I van Hulsberg (ook genoemd Schaloen) burgemeester van Maastricht (IV.1.)
- Librecht II van Hulsberg-van Schaloen heer van Schaloen, Herten en Meldert (1450-1530) (IV.2.)
- Johan IV van Hulsberg (IV.3.)
- Maria van Hulsberg (IV.4.)
- Agnes van Hulsberg, ongehuwd overleden. (IV.5.)
- Mechteld van Hulsberg, ongehuwd overleden. (IV.6.)
- Ina van Hulsberg, ongehuwd overleden. (IV.7.)
- Reinier van Hulsberg, ongehuwd overleden. (IV.8.)

III.11. Johan III (Drossart) van Hulsberg (ca. 1432-) drossaart hij trouwde met Mechtildis Judenkop van Streithagen (ca. 1447-) met wie hij 3 kinderen kreeg:
- Reinier IV van Hulsberg-van Schaloen  (ca. 1468-) (IV.9.)
- Margaretha van Hulsberg (ca. 1470-) (IV.10.)
- Jan van Hulsberg (ca. 1472-) (IV.11.)

### Vierde generatie
IV.1. Gerard I van Hulsberg (ook genoemd Schaloen) burgemeester van Maastricht (-1537) de zoon van Reinier III van Hulsberg-van Schaloen, genoemd Schaloen (ca. 1430-) schout en Maria van Bottart van Ruchan (ca. 1397-) trouwde met Geertruydt van Werst (ca. 1484 - ca. 1537) In 1530 ontving hij uit de nalatenschap van zijn broer het kasteel Schaloen en de heerlijkheid Herten. Uit de nalatenschap van zijn ouders ontving hij de laathof In Genop bij Meerssen, het stamgoed van de van Hulsbergs. Dit stamgoed, ook Schaluinshof genoemd, was in 1378 door  Wenceslaus hertog van Brabant aan Johan I van Hulsberg (ca. 1348-1415) geschonken voor getrouwe diensten.
Hij trouwde met Sophia Proenen, de dochter van Arnold Proenen burgemeester van Maastricht.
- Reinier van Hulsberg-Schaloen werd in 1520 kanunnik in Tongeren (V.1.)
- Sophia van Hulsberg, bleef ongehuwd (V.2.)
- Gerard van Hulsberg, erfopvolger in 1537.  (V.3.)

IV.2. Librecht II van Hulsberg-van Schaloen (1450-1530) heer van Schaloen, Herten en Meldert, erft het kasteel Schaloen, schepen van Maastricht in 1506-1510' en burgemeester van Maastricht 1521-1528 door zijn huwelijk met Mechteld Huyn van Amstenrade, de weduwe van Adriaan van Gavere, was hij in het bezit gekomen van het Adellijk huis van de Wolff te Bemelen en de laathof Herckenbroeck bij Valkenburg. Na het overlijden van Librecht II van Hulsberg trouwde Mechteld met Wolter I Hoen 7e heer van Hoensbroeck en heer van Haeren en Oostham
IV.3. Johan IV van Hulsberg, erft in 1530 kasteel Schaloen en Herten en Meldert van zijn broer. Hij trouwde met Mechtildis Judenkop van Streithagen.
- Reinier IV van Hulsberg-van Schaloen (1468-) (V.4.)
- Gerard van Hulsberg (V.5.)

IV.4. Maria van Hulsberg trouwde met Daniel van Nunhem
IV.5. Agnes van Hulsberg, ongehuwd overleden.
IV.6. Mechteld van Hulsberg, ongehuwd overleden.
IV.7. Ina van Hulsberg, ongehuwd overleden.
IV.8. Reinier van Hulsberg, ongehuwd overleden.
IV.9. Reinier IV van Hulsberg-van Schaloen  (ca. 1468-)
IV.10. Margaretha van Hulsberg (ca. 1470-) trouwde op 26 juli 1491 met Michael Judenkop van Streithagen (ca. 1465 - na 1537). Hij was een zoon van Gerhard Judenkop van Streithagen,ridder van Uersfeld 1427 (ca. 1409 - ca. 1488) en Eva (Yeffen) von Lieck (ca. 1415-1467)
- Johan I van Streithagen heer van Oud Valkenburg (ca. 1490-)
- Werner von Streithagen heer van Streithagen (ca. 1491 - 1537)
- Maria van Streithagen (ca. 1492-)
- Mechtild van Streithagen (ca. 1493-)
- Anna van Streithagen (ca. 1494 - ca. 1540)
- Cartils van Streithagen (ca. 1502-)
- Margaretha van Streithagen (Minorenn) (ca. 1504-)
- Mettel van Streithagen (ca. 1506-)

IV.11. Jan van Hulsberg (ca. 1472-)

### Vijfde generatie
V.1. Reinier van Hulsberg-Schaloen werd in 1520 kanunnik in Tongeren
V.2. Sophia van Hulsberg, bleef ongehuwd
V38. Gerard van Hulsberg, erfopvolger in 1537. Hij verhief in 1537 de Herckenbroecksleen bij Valkenburg en de laathof In Genop, ook wel Schaluinshof genaamd, bij Bunde. Voorts verhief hij in hetzelfde jaar de Laathof Beecker-Heijgat te Neerbeek.
V.4. Reinier IV van Hulsberg (1468-) wordt de volgende kasteelheer van Sjaloen. Hij trouwde met Elisabeth van Cortenbach van Straeten (1470-) Zij bewoonden De Dohm in Welten.
- Jan van Hulsberg-van Schaloen (1492-) (VI.1.)
- Elisabeth van Hulsberg (1493 - na 1543) (VI.2.)
- Librecht III van Hulsberg-van Schaloen (1494 - voor 1556) (VI.3.)
- Reinier V van Hulsberg (1496-1535) ongehuwd overleden (VI.4.)

V.5. Gerard van Hulsberg. Hij volgt zijn broer Reinier IV op in Kasteel Schaloen en hij krijgt in 1605 de rechten op de heerlijkheid Oud-Valkenburg. De familie woont op De Dohm in Welten. Door de Spaanse-Nederlandse oorlog in de zestiende eeuw wordt het kasteel bijna geheel door brand verwoest maar kan in 1656 weer worden herbouwd.

### Zesde generatie
VI.1. Jan van Hulsberg-van Schaloen (1492-) trouwde met Johanna van Eys van het goed Beusdael (1492-) de dochter van Johan van Eys van het goed Buysdael (ca. 1455-) en Cecilla van Cosselaer (ca. 1460-)
- Reinier VI van Hulsberg (1515-) (VII.1.)

VI.2. Elisabeth van Hulsberg (Hulsberg, 1493 - Kasteel Hoensbroek, na 1543) trouwde op 1 maart 1521 met Roland Hoen heer te Beverst en een deel van Hoensbroeck (ca. 1474-). Hij had eerder een onwettige relatie met een onbekende vrouw waaruit 1 zoon is geboren. Uit haar huwelijk zijn 5 kinderen geboren:
- Johannes Hoen (1524-)
- Reinier Hoen ridder
- Rolman Hoen
- Maria Hoen
- Elisabeth Hoen

VI.3. Librecht III van Hulsberg-van Schaloen (1494 - voor 1556) trouwde (1) ca. 1525 met Maria van Brempt (ca. 1495 - ca. 1554). Hij trouwde (2) met Mechteld Huyn van Amstenrade (ca. 1510 - na 1556) de oudste dochter van Johan Werner (Jan) van Huyn heer van Holtmuhlen en Amstenrath (1476-1556) en Mechtild von Cortenbach-van Amstenrade (ca. 1480-). Na het overlijden van Librecht trouwde Mechteld met Wolter I Hoen 7e heer van Hoensbroeck
- Librecht IV van Hulsberg-van Schaloen heer van Herten en Meldert (ca. 1530-1600) (VII.2.)
- Johan IV van Hulsberg-van Schaloen (ca. 1533-1601) (VII.3.)
- Maria II van Hulsberg  (ca. 1535-) (VII.4.)

VI.4. Reinier V van Hulsberg (1496-1535) ongehuwd overleden

### Zevende generatie
VII.1. Reinier VI van Hulsberg (1515-). Hij trouwde met Maria van Holsit hof Oest-Libeke (ca. 1517-) 
- Maria III van Hulsberg (1540-) (VIII.1.)

VII.2. Librecht van IV Hulsberg-van Schaloen heer van Herten en Meldert (ca. 1530-1600)
VII.3. Johan IV van Hulsberg-van Schaloen (ca. 1533-1601)
VII.4. Maria II van Hulsberg  (ca. 1535-)

### Achtste generatie
VIII.1. Maria III van Hulsberg (1540-). Zij trouwde met Johan VIII Hoen de Cartils baron Hoen de Cartils (1538-)
- Johan Reinier Hoen van Cartils